# El mal ajeno
El mal ajeno es la primera película española dirigida por el director Óskar Santos y producida principalmente por Alejandro Amenábar en el año 2010.

## Argumento
Diego se ha inmunizado ante el sufrimiento ajeno desde que ejerce como médico en la unidad de cuidados paliativos. Al estar rodeado de muerte, ha perdido el interés por su profesión, el amor por su pareja y el compromiso como padre. Tras el intento de suicidio de una paciente, Diego se ve envuelto en un suceso que le deja inconsciente y con un disparo alojado en su cuerpo. Será el inicio de su sensibilización, pero también el punto de partida de una decisión que pondrá en peligro a los suyos.